# V.J. Mørk-Hansen
Volmer Johannes Mørk-Hansen (født 23. juli 1856 i Felsted ved Aabenraa, død 29. januar 1929 i København) var en dansk nationalromantisk arkitekt, der ofte samarbejdede med Carl Brummer, men nåede ikke dennes grad af succes.
Mørk-Hansen var søn af sognepræst, senere stiftsprovst Mouritz Mørk Hansen og Charlotte Dorothea Frederikke Gotholdine f. Levinsen. Han tog realeksamen af højere grad 1872, blev dimitteret fra C.V. Nielsens tegneskole, blev optaget på Kunstakademiet i almindelig forberedende klasse januar 1874 og gik på arkitektskolen fra oktober 1878 indtil afgang i marts 1883. Undervejs var han ansat som tegner og konduktør hos professorerne Hans J. Holm og H.B. Storck. Han vandt den lille guldmedalje i 1891 og modtog Akademiets stipendium 1891-92 og 1900 og Kaufmanns Legat 1915. 
Mørk-Hansen udførte i 1905 sammen med Carl Brummer et velkomponeret forslag til Christiansborg Slot, som mange i samtiden anså for at være det bedste. Men på grund af særligt Brummers tvetydige position mellem på den ene side et tilhørsforhold til "den gamle skole", repræsenteret ved Ferdinand Meldahl, og den "nye skole" repræsenteret ved Martin Nyrop, gjorde, at det anonymt indsendte slotsprojekt i konkurrencen blev afsløret og kasseret. Brummer etablerede i stedet en succesrig karriere for private, mens Mørk-Hansen – måske på grund af sin beskedne natur – måtte nøjes med mindre opgaver.
Han var assistent ved Kunstakademiets Arkitektskole 1899-1911, medlem af Kunstakademiets plenarforsamling fra 1917 og næstformand for Kunstnersamfundet 1917-23. 
Han døde ugift og er begravet i Vonsild.

## Værker
- Vandtårn i Roskilde (1897)
- Springvand på Rådhustorvet, Roskilde (1897)
- Løveapoteket, Frederikshavn (1897-98)
- Schmeltz' Stiftelse, Roskilde (1899)
- Skovgaard i Hammer Bakker ved Vodskov (1909-10)
- Skole i Vodskov (1910)
- Alderdomshjemmet Anne Maries Hus i Vrensted, Vendsyssel (1914)
- Tårn til Vester Kirke, Vejle Amt (1917)
- Ligkapel på Vrensted Kirkegård (1919)
- Udvidelse af Aars Kirke (1921-22)

### Projekter
- Det gjensidige Forsikringsselskab "Danmark", H.C. Andersens Boulevard (1900, 2. præmie)
- Christiansborg Slot (1905, sammen med Carl Brummer)
- Fredspaladset i Haag (1906, sammen med Carl Brummer)

### Monumenter
- Mindestøtte for faderen, stiftsprovst Mouritz Mørk Hansen (obelisk, 1899, Skamlingsbanken, portrætmedaljon af Anne Marie Carl Nielsen)
- Mindesmærke for komponisten C.F.E. Horneman på Assistens Kirkegård, København (1906)

### Skriftlige arbejder
- Architekten 1907-08, 233-43 (nekrolog over Ferdinand Meldahl)
- Architekten 1915-16, 391 (nekrolog over Hans J. Holm)
- Architekten 1919, 147f (H.B. Storck 80 år)
- Architekten 1919, 423f (nekrolog over H.C. Amberg)
- Architekten 1919, 424 (nekrolog over Andreas Hagerup)
- Skønvirke 1914-15, 17-30, 33-48 (Den baltiske Udstilling)
- Skønvirke 1916, 139-52, 161-88 (Danske Gravmæler fra den nyeste Tid)
- Skønvirke 1917, 113-35 (Der deutsche Werkbund)
- medredaktør af Ældre nordisk Arkitektur, 1887-93.